# لي بومان
لي بومان (بالإنجليزية: Lee Bowman)‏ مواليد 28 ديسمبر 1914 في سينسيناتي، الولايات المتحدة - الوفاة 25 ديسمبر 1979 في كاليفورنيا، الولايات المتحدة، هو ممثل أمريكي بدأ مسيرته الفنية سنة 1937. امتدت مسيرته الفنية لأكثر من 31 عاما.

## الأعمال
- علاقة حب
- فتاة الغلاف

## روابط خارجية
- لي بومان على موقع IMDb (الإنجليزية)
- لي بومان على موقع ألو سيني (الفرنسية)
- لي بومان على موقع أول موفي (الإنجليزية)
- لي بومان على موقع قاعدة بيانات برودواي على الإنترنت (الإنجليزية)
- لي بومان على موقع قاعدة بيانات الأفلام السويدية (السويدية)
- لي بومان على موقع إن إن دي بي (الإنجليزية)
- لي بومان على موقع قاعدة بيانات الفيلم (الإنجليزية)
- لي بومان على موقع كينوبويسك (الروسية)